# أيادي الأمر
أيادي الأمر هو لقبٌ مُنِح للأعضاء الأوائل البارزين في الديانة البهائية، الذين تم تعيينهم مدى الحياة من قبل مؤسسي الدين. ومن بين الخمسين شخصًا الذين حصلوا على هذا اللقب، كان آخر من بقي على قيد الحياة هو علي محمد ورقا الذي توفي عام 2007م. وكان لأيادي الأمر دورٌ كبيرٌ في نشر الدين وحمايته من التشعّب والانقسام عالميًا. 
مع وفاة شوقي أفندي عام 1957م، أصبح أيادي أمر الله الأحياء السبعة والعشرون في ذلك الوقت هم آخر من تم تعيينهم. بعد ذلك، قام بيت العدل الأعظم، وهو الهيئة الإدارية التي تم انتخابها لأول مرةٍ في عام 1963م عن طريق أعضاء المحافل الروحانية المركزية، بتعيين مؤسسة المشاورين في عام 1968م، وتولّى المشاورون القاريون المعيّنون مع مرور الوقت الدور الذي كانت تشغله أيادي الأمر.  أدى الإعلان في عام 1968م أيضًا إلى تغيير دور أيادي الأمر، حيث تم تغييرها من التعيينات القارية إلى جميع أنحاء العالم، وتولّى تسعة مشاورين يعملون في دار التبليغ العالمي دور أيادي الأمر التسعة الذين عملوا في المركز البهائي العالمي.
القائمة الأكثر اكتمالًا لأيادي الأمر المتاحة حاليًا هي من العالم البهائي: المجلد الرابع عشر . بناءً على بيت العدل الأعظم، هذه القائمة قد لا تكون كاملةً، وأن دراسة الرسائل والمحفوظات لاحقًا قد تكشف أسماء آخرين في هذا المنصب.

## المسؤوليات
يطلب عبدالبهاء في وصيته من أيادي أمر الله أن يكونوا "يقظين دائمًا"، و"بمجرّد أن يظهر شخصٌ يبدأ في معارضة ولي أمر الله والاحتجاج عليه، يجب طرده من جماعة أهل البهاء ولا يُقبل منه عذرًا". 
ويُشار إلى أيادي الأمر أيضًا من قِبَل شوقي أفندي على أنهم "الحماة الرئيسيين للبرلمان العالمي الجنيني لـ بهاءالله". 

## تعيينات
تم تسمية أربعة أيادي من قِبَل بهاءالله، وأربعة من قبل عبد البهاء، واثنان وأربعون من قبل شوقي أفندي (بما في ذلك عشرةَ بعد وفاتهم).

### المعيّنون من قبل بهاءالله[5]
- أديب (1848–1919)
- الحاج آخوند (1842–1910)
- ابن الأصدق (ت 1928)
- ابن أبهر (ت.1917)

### المعيّنون من قبل عبدالبهاء[5]
- محمد رضا (الملا محمد عبادي اليزدي)
- نبيل الأكبر (1829–1892)
- إسم الله الأصدق (ت 1889) (الملا صادق الخراساني)
- ورقا (ت. 1896)

### المعيّنون بعد وفاتهم من قبل شوقي أفندي[6]
- جون إبينيزر إيسلمونت (1874–1925)
- الحاج أمين (1831–1928)
- كيث رانسوم-كيلر (1876–1933)
- مارثا روت (1872–1939)
- جون هنري هايد دن (1855–1941)
- السيد مصطفى الرومي (ت. 1942)
- عبد الجليل بك سعد (ت. 1942)
- محمد تقي الأصفهاني (ت. 1946)
- روي سي. فيلهلم (1875–1951)
- لويس جورج غريغوري (1874–1951)

### تم تعيينهم فرديًا من قبل شوقي أفندي [سنة التعيين][6]
- أمة البهاء روحية خانم (1910–2000) [1952م]
- جلال خواجه (1897–1990) [1953م]
- بول إدموند هاني (1909-1982) [1954م]
- علي محمد ورقا (1911–2007) [1955م]
- أغنيس بالدوين ألكسندر (1875–1971) [1957م]

### الوحدة الأولى، تم تعيينهم في 24 ديسمبر 1951م من قبل شوقي أفندي[6]
- دوروثي بيتشر بيكر (1898-1954)
- أميليا إنجلدر كولينز (1873–1962)
- علي أكبر فروتن (1905–2003)
- أوغو جياتشيري (1896–1989)
- هيرمان جروسمان (1899–1968)
- هوراس هوتشكيس هولي (1887–1960)
- ليروي سي. إيواس (1896–1965)
- ويليام ساذرلاند ماكسويل (1874–1952)
- طراز الله سمندري (1874–1968)
- ولي الله ورقا (1884–1955)
- جورج تاونسند (1876–1957)
- تشارلز ماسون ريمي (1874–1974)

### الوحدة الثانية، تم تعيينهم في 29 فبراير 1952م من قبل شوقي أفندي[6]
- سيغفريد شوبفلوخر (1877–1953)
- شعاع الله علي (1889–1984)
- موسى بناني (1886–1971)
- كلارا دان (1869–1960)
- ذكر الله خادم (1904–1986)
- أدلبرت مولشليغل (1897–1980)
- كورين نايت ترو (1861–1961)

### آخر وحدة، تم تعيينهم في 2 أكتوبر 1957م من قبل شوقي أفندي[6]
- حسن موفق باليوزي (1908–1980)
- أبو القاسم فيضي (1906–1980)
- جون جراهام فيرابي (1914–1973)
- هارولد كوليس فيذرستون (1913-1990)
- رحمة الله مهاجر (1923–1979)
- إينوك أولينجا (1926–1979)
- جون ألدهام روبرتس (1901-1991)
- ويليام سيرز (1911-1992)

## الأمناء
خلال الفترة ما بين وفاة شوقي أفندي وانتخاب بيت العدل الأعظم، والتي تعتبر فترةً انتقاليةً في الدين البهائي، عقد أيادي الأمر اجتماعًا شكّلوا فيه من بينهم هيئةً مكوّنةً من تسعة أشخاصٍ للخدمة في الأراضي المقدسة والعمل كأمناء على الدين البهائي؛ هيئةً تعمل بدون إداريين وبنصابٍ قانونيٍ مكوّنٍ من خمسة أشخاصٍ، تشمل واجباتها رعاية ممتلكات المركز البهائي العالمي والأصول الأخرى؛ والمراسلة مع المحافل الروحانية المركزية والإقليمية وتقديم المشورة لها؛ والتصرف نيابةً عن الدين البهائي لحمايته؛ والحفاظ على اتصالٍ وثيقٍ مع بقية الأيادي، الذين سيكرّسون وقتهم من الآن فصاعدًا لإنجاز أهداف الجهاد الكبير الأكبر بنجاحٍ. حافظت أيادي الأمر على عدد الأمناء، ليحلوا محل أولئك الذين ماتوا أو الذين لم يتمكنوا، لأسبابٍ صحيةٍ أو شخصيةٍ، من البقاء في المركز البهائي العالمي بشكلٍ دائمٍ.
تمت الإشارة إلى فكرة مجموعةٍ مكونةٍ من تسعة أشخاصٍ منتخبين من بين أيادي الأمر للبقاء في المركز البهائي العالمي في وصية عبد البهاء المعروفة بـ ألواح الوصايا، وهي إحدى الوثائق المحدّدة للإدارة البهائية:
"يجب على أيادي أمر الله أن ينتخبوا من بينهم تسعة أشخاصِ ليكونوا مشغولين في جميع الأوقات بالخدمات المهمة للأعمال الموكولة لولي أمر الله. يجب أن يتم انتخاب هؤلاء التسعة إما بالإجماع أو بالأغلبية من جماعة أيادي أمر الله، ويجب على هؤلاء، سواءً بالإجماع أو بأغلبية الأصوات، أن يوافقوا على اختيار من اختاره ولي أمر الله خلفاً له». 

### عهد الأمناء (1957م–1963م)
في عام 1957م، بعد الوفاة غير المتوقعة لـ شوقي أفندي أثناء سفره إلى بريطانيا، اجتمعت أيادي الأمر الذين كانوا على قيد الحياة في حيفا وانتخبوا تسعة أعضاءٍ ليكرسوا حياتهم لقيادة الدين البهائي حتى انتخاب بيت العدل الأعظم، والذي تم في عام 1963م. بما أنه لم يتم تعيين أي شخصٍ كوصيّ من قِبَل شوقي أفندي، لذا تركوا القرار لبيت العدل الأعظم، الذي كان لديه السلطة الكتابية للتشريع في المسائل التي لم يتم تناولها في نصوص الدين.
وفي بيانٍ صادرٍ عن الهيئة الكاملة لأيادي الأمر كتبوا:
"نحن الموقعون أدناه:
بصفتنا أياديًا لأمر الله، الذين رشّحنا وعيّننا ولي أمر الدين البهائي، حضرة سماحة المرحوم حضرة شوقي أفندي رباني، اجتمعنا في 25 تشرين الثاني (نوفمبر) 1957م في المركز البهائي العالمي لنشكّل الهيئة العليا للجامعة البهائية العالمية.
تقرر بالإجماع بموجب هذا الاجتماع ما يلي:
حيث أن ولي أمر الدين البهائي سماحة المرحوم حضرة شوقي أفندي رباني قد توفي في لندن (إنجلترا) في ٤ تشرين الثاني (نوفمبر) 1957م، دون أن يعيّن خليفته؛
وحيث أنه يقع على عاتقنا الآن كرؤساء حُماة الدين البهائي العالمي الحفاظ على وحدة وحماية وتنمية الجامعة البهائية العالمية وجميع مؤسساتها؛
وحيث إنه وفقًا لألواح وصايا حضرة عبد البهاء "يجب على أيادي أمر الله أن ينتخبوا من بين عددهم تسعة أشخاصٍ يشغلون في جميع الأوقات الخدمات المهمة في عمل ولي أمر الله"؛
نحن نرشّح ونعيّن من بيننا للعمل بالنيابة عنّا كأمناء على الديانة البهائية العالمية
روحية رباني
تشارلز ماسون ريمي
اميليا إي كولينز
ليروي سي إيواس
حسن باليوزي
علي أكبر فروتن
جلال خواجه
بول إي هاني
أدلبرت مولشليغل
لممارسة - مع مراعاة التوجيهات والقرارات التي قد نمنحها من وقتٍ لآخر بوصفنا رؤساء حُماة الدين البهائي العالمي - جميع هذه المهام والحقوق والسلطات على التوالي لولي أمر الدين البهائي صاحب السيادة المرحوم حضرة شوقي أفندي رباني، كما هو ضروريٌ لخدمة مصالح الدين البهائي العالمي، وذلك حتى يتم إنشاء بيت العدل الأعظم وانتخابه حسب الأصول، وفقًا لكتابات حضرة بهاءالله المقدسة وألواح وصايا عبدالبهاء، إلا إذا جاز بيت العدل تحديد خلاف ذلك."
في عام 1959م، وجد ماسون ريمي وحسن باليوزي أنهما لم يعد بإمكانهما العمل بصفةٍ دائمةٍ كأمناء للدين في المركز البهائي العالمي، وبالتالي تم اختيار جون فيرابي وهوراس هولي ليحلا محلهما كأمناء. ثم في عام 1960م، بعد وفاة هوراس هولي، تم انتخاب ويليام سيرز ليحلّ محله ويكون بمثابة الأمين.

### إغلاق مكاتبهم

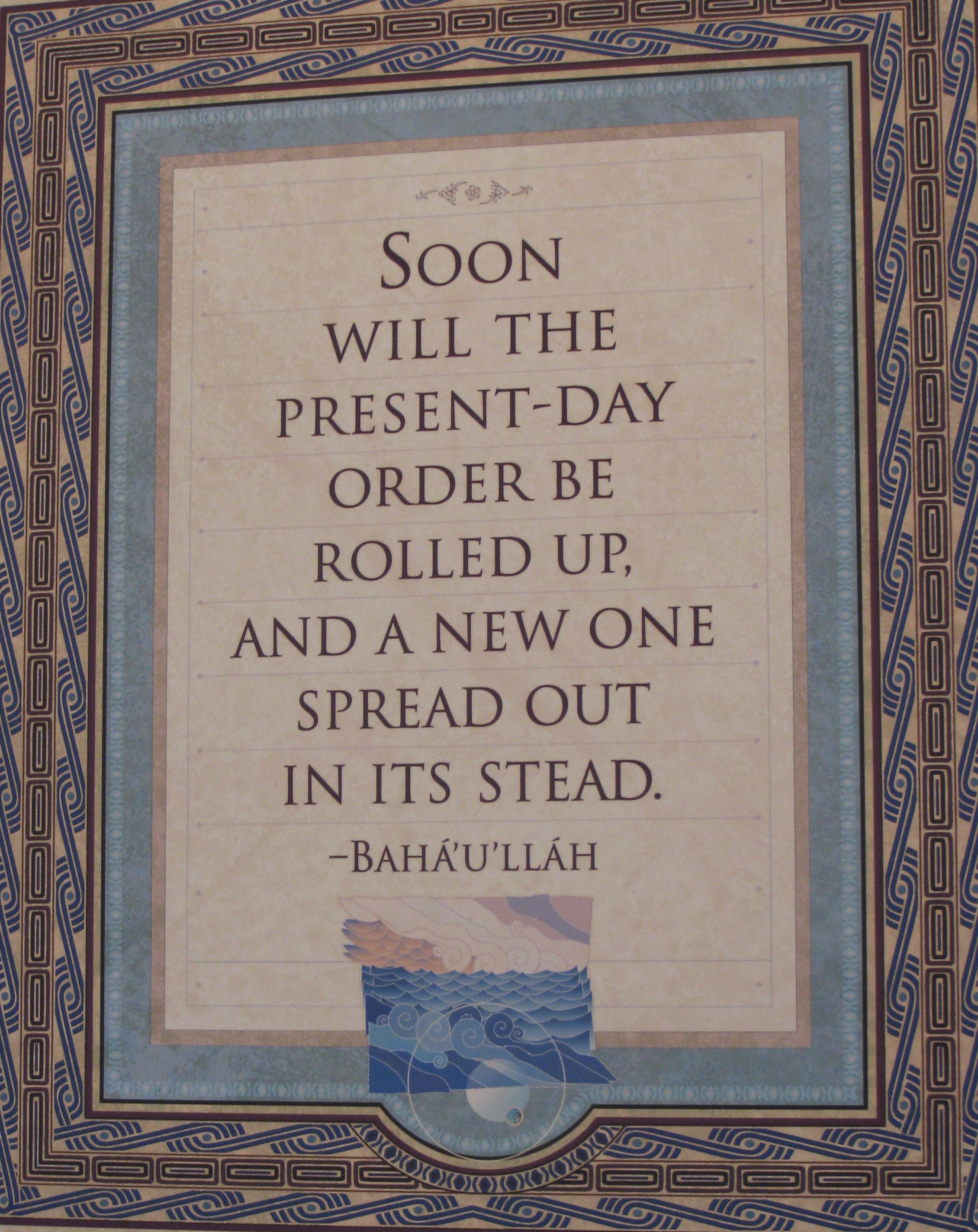
مقتطف من النصوص البهائية

دعا الأمناء إلى انتخاب بيت العدل الأعظم في ختام الجهاد الكبير الأكبر عام 1963م، واستبعدوا أنفسهم من أن يكونوا مؤهلين للانتخاب لتلك المؤسسة.
عند انتخاب بيت العدل الأعظم، أغلق الأمناء مكاتبهم وتوجهوا إلى تلك الهيئة المنتخبة حديثًا. حيث أعلنوا:
"نحن الموقعون أدناه، وقد تم ترشيحنا وتعييننا كأمناء على الدين البهائي عالميًا بموجب إعلان أيادي أمر الله الصادر في البهجة في الخامس والعشرين من نوفمبر عام 1957م... نعلن الآن أن بيت العدل الأعظم الذي تم تأسيسه وانتخابه بموجب المؤتمر البهائي العالمي الذي عقد في حيفا في 21 و22 و23 أبريل 1963م، ونحن بموجب هذا نطلق سراح جميع المهام والحقوق والسلطات المذكورة التي تمّ منحها لنا بموجب إعلان 25 نوفمبر 1957م المذكور على النحو المحدد من قبل بيت العدل الأعظم في بيانه المؤرخ في 7 حزيران (يونيو) 1963م، ونعلن أن جميع المهام والحقوق والسلطات المذكورة تؤول الآن بشكلٍ شرعيٍ وبالتوافق الكامل مع الكتابات المقدسة للدين البهائي إلى بيت العدل الأعظم. نعلن هذا البيان من قبل جميع أيادي أمر الله وفقًا للسلطات الممنوحة لنا بموجب إعلان 25 نوفمبر 1957م، وبالتالي لم يعد منصب أمناء الدين البهائي العالمي موجودًا. 

## أنظر أيضًا
- حواريو بهاءالله
- مؤسسة المشاورين
- حروف الحي
- جاكلين الثور الأيسر

## روابط خارجية
- صور أيادي الأمر
- فاضل مازندراني - رسالة دار العدل لعام 1998م بشأن مكانة ورتبة فاضل المازندراني.